# Хрипуновский
Хрипуновский (баш. Хрипунов) — хутор в Стерлитамакском районе Республики Башкортостан Российской Федерации. Входит в состав Куганакского сельсовета.

## География

### Географическое положение
Находится на берегу реки Белой.
Расстояние до:
- районного центра (Стерлитамак): 23 км,
- центра сельсовета (Большой Куганак): 6 км,
- ближайшей ж/д станции (Усть-Зиган): 6 км.

## История
До времен гражданской войны на этом месте существовала казачья застава под командованием сотника Хрипунова Григория Егоровича, уроженца села Куганак.
До 2008 года хутор входил в состав Покровского сельсовета.

## Население
| 2002 | 2009 | 2010 |
| ---- | ---- | ---- |
| 10   | ↗13  | ↘10  |

Национальный состав
Согласно переписи 2002 года, преобладающая национальность — русские (80 %).